# Parosphromenus bintan
Parosphromenus bintan — тропічний прісноводний вид риб з родини осфронемових (Osphronemidae), підродина макроподових (Macropodusinae).
Коттела та Нг (Kottelat & Ng) зробили науковий опис виду разом із переробленим описом P. deissneri. Обидва види зустрічаються на острові Банка, але чітко відрізняються за будовою хвостового плавця та відмінностями в забарвленні самців.
Свою назву Parosphromenus bintan отримав на честь індонезійсько-сінгапурської компанії Bintan Resort Corporation, яка підтримала роботу авторів опису, а ще острова Бінтан, на якому цей вид зустрічається.

## Опис
Максимальна стандартна (без хвостового плавця) довжина 2,6 см, максимальна загальна довжина 3,5 см.
В спинному плавці 11-13 твердих і 5-7 м'яких променів (всього 17-20), в анальному плавці 11-13 твердих і 8-10 м'яких променів (всього 19-22). Хвостовий плавець округлий.
Спинний, анальний та хвостовий плавці в самців мають смугастий малюнок, на перших двох — це горизонтальні смуги, а на хвостовому концентричні півкола. Порядок цих смуг такий: широка чорна або червонувато-чорна смуга (на хвостовому плавці — зона) біля основи, далі вузька яскрава блакитна або синьо-зелена смужка, за нею, вже ближче до краю, вузька чорна смуга з вузькою білою або безбарвною облямівкою. Черевні плавці блакитні з відносно короткими біло-блакитними нитками. Грудні плавці безбарвні.
Самки набагато менш барвисті за самців і не мають кольорових смуг на непарних плавцях. За забарвленням їх дуже складно відрізнити від самок інших видів роду паросфромен з круглим хвостом, потрібно брати до уваги формулу плавців.
Самці в шлюбному вбранні загалом мають більш інтенсивний кольоровий малюнок. Самки, навпаки, втрачають більшу частину свого забарвлення й стають блідо-бежевими.
Існує багато схожих описаних і неописаних форм паросфроменів, що об'єднуються під назвою «комплекс bintan», розмежування між ними є нечітким. Факт проживання на різних ізольованих островах розглядається як достатній доказ існування окремого виду, але для підтвердження або спростування цієї тези потрібно провести генетичні дослідження. До комплексу bintan належить зокрема схожий і гіпотетично споріднений вид — Parosphromenus gunawani. Самці обох видів мають круглу форму хвостового плавця та блакитну смугу на непарних плавцях, більш вузьку та менш помітну у P. gunawani, ніж у P. bintan.

## Поширення
Типова місцевість P. bintan розташована на півночі острова Бінтан (індонезійська провінція Острови Ріау). Єдиним іншим підтвердженим місцем існування виду є острів Банка (провінція Банка-Белітунг). Орієнтовна територія районів розселення виду становить 36 км², а загальний ареал — близько 18,9 тис. км².
Схожих риб ловили на островах Суматра та Калімантан, тому межі території поширення P. bintan лишаються незрозумілими.
Мешкає в «чорних водах», пов'язаних з торфовищами болотних лісів. Водойми, де були виявлені ці риби, мали показник pH 4,8, твердість GH 0 і KH 1, температура води становила 25,2 °C.
У рідному середовищі існування P. bintan зустрічається разом з окремими представниками роду Бійцівська рибка, серед яких Betta burdigala, B. chlorpharynx, B. schalleri. При цьому вони займають різні екологічні ніші.
Стан збереження виду оцінюється як вразливий через обмежене його поширення в торфових болотних лісах ізольованих островів. Загрозу існуванню виду становить широкомасштабне перетворення цих біотопів на лісопромислові ділянки та насадження монокультур. З метою збереження виду було ініційоване підтримання зелених коридорів в північній частині Бінтана. Однак відсутні дані стосовно ефективності цих заходів.

## Розмноження
Зазвичай нерестяться в невеличких печерах або серед шару листя, що лежить на дні. На час нересту утворюють тимчасові пари. Самець залицяється головою донизу. Будує помірної величини гніздо з піни, іноді лише рудиментарне. Він також відповідає за догляд за ікрою та виводком.

## Утримання в акваріумі
Важко встановити, коли Parosphromenus bintan вперше з'явився в акваріумах. Можливо, це сталося ще задовго до того, як вид отримав науковий опис. Торгівля завжди пропонувала й пропонує паросфроменів, видову назву яких важко встановити; існує плутанина з їхньою ідентифікацією. Риби, виловлені в дикій природі, часто пропонуються під невірною назвою «P. deissneri». Справжній P. deissneri, як і P. bintan, водиться на острові Банка, але рідко завозиться в акваріуми. У багатьох випадках, коли йдеться про риб з островів Банка або Бінтан, це може бути саме P. bintan. Що стосується зовнішніх ознак риб, то Parosphromenus bintan можна сплутати з іншими формами паросфроменів з Малайзії або з інших районів Індонезії, які мають круглі плавці.
В акваріумі застосовуються стандартні умови для утримання та розведення паросфроменів, якихось специфічних особливостей у цього виду немає. Більше уваги потрібно приділяти параметрам води. Всі види Parosphromenus потребують кислої води з незначною карбонатною твердістю й дуже низькою загальною твердістю. Існує повідомлення, що P. bintan, виловлені в дикій природі, не хотіли розмножуватись, якщо показник рН не був меншим за 3. Наступні покоління, вирощені в акваріумі, вже не були такими вимогливими.

## Відео
- Parosphromenus bintan на YouTube by Monica
- Parosphromenus bintan 2 на YouTube by bettas50